# 沙斯查·列達
沙斯查·列達（德語：Sascha Riether，德語發音：[ˈzaʃa ˈʁiːtɐ]，1983年3月23日—）是一名德國職業足球員，擔任中場，是德甲球會弗赖堡青訓球員、曾效力禾夫斯堡、沙爾克04、科隆及英格蘭球會富咸，現時在沙爾克04。

## 生平
列達出身弗赖堡青訓系統，2007年夏季以50萬歐元身價轉投德甲球會禾夫斯堡，簽約三年。2011年夏季加盟由恩師福尔克·芬克（Volker Finke）擔任體育主管的科隆，轉會貴約200萬歐元。
2012年7月6日，富勒姆從剛要由德甲降落德乙球會科隆借用列達為期一年，另有附加條款富勒姆於借用期滿後可優先選擇正式轉會。
2013年5月16日，富勒姆正式從德乙球會科隆簽入列達，轉會費為130萬英鎊。
2013年11月4日，英格蘭足總起訴列達於11月2日富勒姆主場1:3不敵曼聯的英超賽事中，用腳踩已倒在地上的曼聯球員。由於比賽中球證及旁證們都看不到事發經過，但被電視台攝到整個事件，英格蘭足總第一次引用新例，將事件錄像交由三位前資深球證裁判，如三人一致認同是判罸出場的事件，英格蘭足總就會判定為暴力行為起訴球員。列達需於英國時間11月5日下午6時前回應起訴。
2013年11月6日，列達接受指控兼向、隊友及球迷等道歉，英格蘭足總最終決定判罰停賽三場。
2014年6月26日，剛要降落英冠作賽的富勒姆証實列達會重返德甲弗赖堡，轉會費金額沒有公佈。
2015年7月23日轉會至沙爾克04。
2017年8月6日與沙爾克04簽約至賽季結束。

## 榮譽
禾夫斯堡
- 德國甲組聯賽 冠軍：2008-2009賽季

## 外部連結
- Kicker.de 列達資料 （页面存档备份，存于）
- Fussballdaten.de 列達數據 （页面存档备份，存于） （德文）
- 足球数据库：沙斯查·列達的球员统计数据